# Thoopterus nigrescens
Thoopterus nigrescens — вид рукокрилих, родини Криланових, що мешкає в Індонезії на Сулавесі та сусідніх островах. У 2012 році вид перестав бути монотиповим, коли був описаний другий вид роду, Thoopterus suhaniahae.

## Морфологія
Морфометрія. Передпліччя: 70—82 мм. Вага: 67—99 гр,
Опис. Забарвлення голови й тіла сірувато-коричневе. Мембрани прикріплені до задніх ніг вставлені на других пальцях.

## Спосіб життя
Воліє селитися в незайманім лісі, але зустрічається з низин до 2400 м над рівнем моря в різних середовищах проживання, включаючи порушені місця проживання.

## Загрози та охорона
Цей вид перебуває під тиском полювання, але на рівні, який не вважається серйозною загрозою. Цей вид зустрічається в ряді охоронних районів в усьому діапазоні.